# Tsjebarkoel
Tsjebarkoel (Russisch: Чебарку́ль) is een stad in de Russische oblast Tsjeljabinsk, gelegen in de Zuidelijke Oeral op de oostelijke hellingen van de Ilmenbergen, aan de oever van het Tsjebarkoelmeer op 78 kilometer ten zuidwesten van Tsjeljabinsk. De stad vormt het bestuurlijk centrum van het gelijknamige gemeentelijke district Tsjebarkoelski en ligt in een gebied met veel kuuroorden. De bevolking telde iets meer dan 47.000 personen bij de volkstelling van 2002 tegen 50.000 bij die van 1989.
De stad ligt aan de spoorlijn tussen Tsjeljabinsk en Zlato-oest en ten zuiden van de stad loopt de federale weg M-5.

## Geschiedenis
De naam Tsjabarkoel betekent in het Basjkiers en Tataars iets als "prachtig meer" of "bont(gekleurd) meer".

### Stichting en periode als Kozakkenvesting
In 1732 stuurden Dmitri Joedin en Michail Borovski, twee boeren uit Kalininskaja sloboda en Kamysjlovskaja sloboda, een brief naar de tsaar waarin ze verzochten dat er een "stad of sloboda precies bij de Oeralsteen bij het Tsjebarkoelmeer" zou worden gesticht met landbouw, visserij en hopteelt. Dit leverde echter niets op. Toen echter de zuidelijkere stad Orenburg werd gesticht in 1735, kwam er behoefte aan een bevoorradingslijn voor de bevoorrading daarvan met brood, waaraan forten moesten worden gesticht om aanvallen te voorkomen.
Op 11 maart 1736 gaf Vasili Tatisjtsjev, die Jekaterinenburg en Orenburg had gesticht, het bevel tot de bouw van een fort bij het Tsjebarkoelmeer op de grens tussen de Russische en Basjkierse landen, ter verdediging van de zuidoostelijke grenzen van het Russische Rijk en als doorvoerpunt van voedsel voor de Kozakkentroepen in de Zuidelijke Oeral. Op 25 april werden hiervoor de fundamenten gelegd, in augustus werd het fort gebouwd en reeds in oktober was er een garnizoen van 213 man gelegerd. Drie jaar later werd de Iset Kozakken-vojsko overgeplaatst naar het fort van Tsjebarkoel, waarop een lange geschiedenis begon van Kozakkenbewoning. Tot 1743 was Tsjebarkoel het centrum van de provincie Iset.
In 1745 werd de Transfiguratie-kerk gebouwd in Tsjebarkoel en tussen 1750 en 1752 werd een weg aangelegd tussen Tsjebarkoel en Orenburg, alsook een klei-spoelfabriek. De klei uit de omstreken van Tsjebarkoel bleek zeer geschikt voor de productie van vaatwerk en werd ook verhandeld in de hoofdstad Sint-Petersburg. In het boek Topografie van het gouvernement Orenburg (Топография Оренбургской губернии) van P.I. Rytsjkov uit 1762 werd vermeld dat Tsjebarkoel 300 huizen had en 291 Kozakkensoldaten telde.
In 1773 brak de Poegatsjov-opstand uit en trokken de troepen van Jemeljan Poegatsjov ook naar Tsjebarkoel en staken het fort in 1774 in brand. In 1776 vloog de kerk in brand. Beide werden in de jaren erop hersteld en Tsjebarkoel groeide uit tot een grote Kozakkenstanitsa. In 1779 werd er goud gevonden, waarop er gedurende 90 jaar ruim 18 ton goud werd gewonnen voor de tsaristische schatkist. In 1780 werd topaas gevonden in de Ilmenbergen, waarop nog ruim 180 andere mineralen in deze bergketen werden gevonden, waarvan 16 als eerste ter wereld.
In 1805 werd een deel van de Kozakken in het fort overgeplaatst naar het Russische grensgebied. In 1828 werd de eerste school geopend in Tsjebarkoel en in 1892 werd een spoorlijn aangelegd van Samara naar Zlato-oest, waarvan het station Tsjebarkoel in de nederzetting Miass werd aangelegd. De Kozakken uit het fort namen ook deel aan de Russisch-Japanse Oorlog in 1904-1905 met 18 cavallerieregimenten, 47 soten (honderdtallen met als leider een sotnik) en 9 batterijen. In 1916 kreeg Tsjebarkoel uiteindelijk een eigen onafhankelijke Kozakken-vojsko, maar een jaar later brak reeds de Russische Burgeroorlog uit. Omdat de Kozakken de kant van de Witten kozen, braken zware gevechten uit met de bolsjewieken bij het fort.

### Sovjetperiode
In 1920, nog tijdens de Russische Burgeroorlog, werd de zapovednik Ilmenski opgericht als een van de eerste natuurreservaten van Rusland in verband met de grote geologische variëteit van de Ilmenbergen hierbinnen, waar onder andere 16 mineralen als eerste ter wereld werden ontdekt.
In 1923 telde Tsjebarkoel 550 huizen, een basisschool, zaagmolen en steenfabrieken. In dat jaar werden de eerste sanatoria gebouwd; Tsjebarkoel en Kisegatsj. Tussen 1931 en 1939 werden in de plaats een districtsziekenhuis, visfabriek, melkfabriek en bakkerij geopend, een visserscoöperatie en een uitzendinstallatie opgezet, een krant uitgegeven en een school voor werkende jongeren (SjRM) opgericht.
Tijdens de Tweede Wereldoorlog werden 6500 inwoners van Tsjebarkoel naar het front gestuurd, waarvan 3655 nooit terugkeerden. In de plaats zelf werden in 1941 geëvacueerden uit de stad Elektrostal opgevangen. De geëvacueerden namen de onderdelen van de metallurgische fabriek die zich daar bevond met zich mee. Deze werd in Tsjebarkoel in recordtempo weer opgebouwd in de winter van 1941-1942 voor de defensie-industrie. Bij gebrek aan machines moesten deze werkzaamheden met de hand gebeuren bij temperaturen die konden dalen tot -40 °C. Een deel van de arbeiders van de fabriek werd opgevangen in dorpen rondom Tsjebarkoel en voor de overigen werden 72 barakken en 105 aarden hutten gebouwd. De metallurgische fabriek, die werd omgedoopt tot de metallurgische fabriek van Tsjebarkoel (TsjMZ) vormde na de oorlog de basis van de Tsjebarkoelse economie. In 1943 werd verder een porseleinfabriek en in 1944 een kraanfabriek geopend.
In 1947 werd het bosbouwbedrijf van Tsjebarkoel opgericht. In 1949 werd het spoor tussen Kropatsjevo en Tsjeljabinsk geëlektrificeerd. Op 9 juli van dat jaar werd de stad getroffen door een meteorietenregen met stenen tot 120 kilo. In 1950 werd de goudwinning beëindigd.
Op 25 oktober 1951 kreeg de arbeidersnederzetting Tsjebarkoel de status van stad. In 1962 kwam de stad onder het bestuur van de stad Miass te staan, maar sinds 1965 staat Tsjebarkoel onder jurisdictie van het oblastbestuur.
In de jaren 50 tot '70 openden verschillende bedrijven hun deuren, zoals een broodfabriek (1956), confectiefabriek (1962), melkfabriek (1965), naaifabriek (1970), kippenfabriek (1972) en een fornuisfabriek (1977). Ook kwamen in die periode veel voorzieningen gereed, zoals de bioscoop Volna (1966), het gebouw van het stadsbestuur (1971), een winkelcentrum (1973), een stadsziekenhuis (1974) en streekmuseum (1975).
In de stad zijn verschillende eenheden en formaties van het militair district Wolga-Oeral gelegerd, waaronder onderdelen van de 34e gemotoriseerde infanteriedivisie. In de jaren 90 bevond zich er een opleidingscentrum van het Ministerie van Defensie, maar dat werd later teruggebracht tot kadersterkte.

## Meteorietinslag van 2013
Op 15 februari 2013 sloegen er fragmenten van een meteoriet neer in een meer nabij Tsjebarkoel. Zie Meteoroïde bij Tsjeljabinsk.

## Economie
In de stad bevinden zich de machinefabriek Oeral koeznitsa ("Oeraalse smederij"; voormalige gieterij), die onderdeel van Mechel is. Ook bevinden zich er een kraanfabriek, fornuizenfabriek (Sojoezteplotstroj), hoogovenslakkenfabriek (Oeralstrojindustrieja), naaifabriek (Peplos), confectiefabriek, meubelfabriek, bosbouwbedrijf, houtverwerkend bedrijf, inter-districtbosbouwbedrijf (mezjleschoz), broodfabriek, melkfabriek, visfabriek en een kippenfabriek, alsook een communicatiecentrum en een uitgeverij die de krant Joezjno-oeralets ("Zuid-Oeraller") uitgeeft.

## Demografie
| 1959   | 1970   | 1979   | 1989   | 2002   |
| ------ | ------ | ------ | ------ | ------ |
| 30.900 | 37.500 | 45.800 | 50.062 | 47.144 |

## Onderwijs, cultuur en bezienswaardigheden
In de stad bevindt zich de Oeralafdeling van het wetenschappelijk onderzoeksinstituut voor tractoronderzoek (NII NAPI), technische hogeschool nr. 12, een streekmuseum en een monument voor de Held van de Sovjet-Unie A.I. Kasjirin (1926-1945).
In de buurt van Tsjebarkoel bevindt zich het Tsjebarkoelmeer met een kuuroord (waar tuberculose-patiënten met klimaattherapie worden behandeld), sanatoria en een vakantiekolonie. Op 6 kilometer van Tsjebarkoel ligt het klimatologisch en modder-kuuroord Kisegatsj en het klimatische kuuroortcentrum Jelovoje.
Bestuurlijk centrum: Tsjeljabinsk

Asja · Bakal · Jemanzjelinsk · Joerjoezan · Joezjno-oeralsk · Karabasj · Kartaly · Kasli · Katav-Ivanovsk · Koesa · Kopejsk · Korkino · Kysjtym · Magnitogorsk · Miass · Minjar · Njazepetrovsk · Oest-Katav · Ozjorsk · Plast · Satka · Sim · Snezjinsk · Trjochgorny · Troitsk · Tsjebarkoel · Verchneoeralsk · Zlato-oest